# 布雷杜瓦尔河畔圣芒代
布雷杜瓦尔河畔圣芒代（法語：Saint-Mandé-sur-Brédoire，法語發音：[sɛ̃ mɑ̃de syʁ bʁedwaʁ]）是法国滨海夏朗德省的一个市镇，位于该省东部偏北，属于圣让当热利区。

## 地理
布雷杜瓦尔河畔圣芒代（46°1'27"N, 0°18'11"W）面积23.21 平方千米，位于法国新阿基坦大区滨海夏朗德省，该省份为法国西部滨海省份，北起旺代省，西临大西洋，南至吉倫特省，东南接多爾多涅省，东北接德塞夫勒省接壤，东临夏朗德省。
与布雷杜瓦尔河畔圣芒代接壤的市镇（或旧市镇、城区）包括：欧奈、孔特雷、拉维勒迪约、维纳、昂西涅、普瓦图地区阿涅尔。

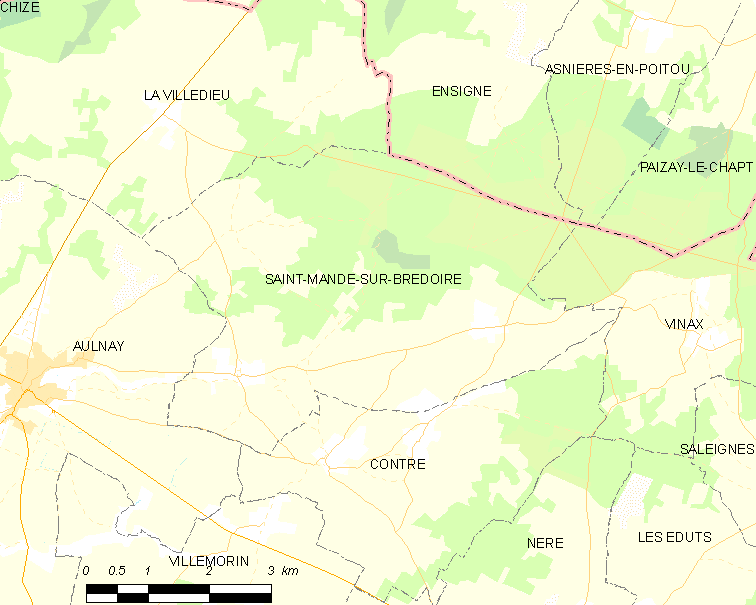
布雷杜瓦尔河畔圣芒代的OSM定位图

布雷杜瓦尔河畔圣芒代的时区为UTC+01:00、UTC+02:00（夏令时）。

## 行政
布雷杜瓦尔河畔圣芒代的邮政编码为17470，INSEE市镇编码为17358。

## 政治
布雷杜瓦尔河畔圣芒代所属的省级选区为马塔县。

## 人口

1962-2008年间布雷杜瓦尔河畔圣芒代人口变化图示

布雷杜瓦尔河畔圣芒代于2022年1月1日时的人口数量为298人。